# Вартена
Вартена (нід. Wartena, фриз. Warten) — село в нідерландській провінції Фрисландія. Входить до муніципалітету Леуварден.
Його площа становить 22,20км², а населення станом на 2021 рік складало 925 осіб.
Перша згадка про населений пункт датується 1412 роком.

## Визначні уродженці
- Маріт Боувместер (нар. 1988) — нідерландська яхтсменка, олімпійська медалістка[2].

## Галерея

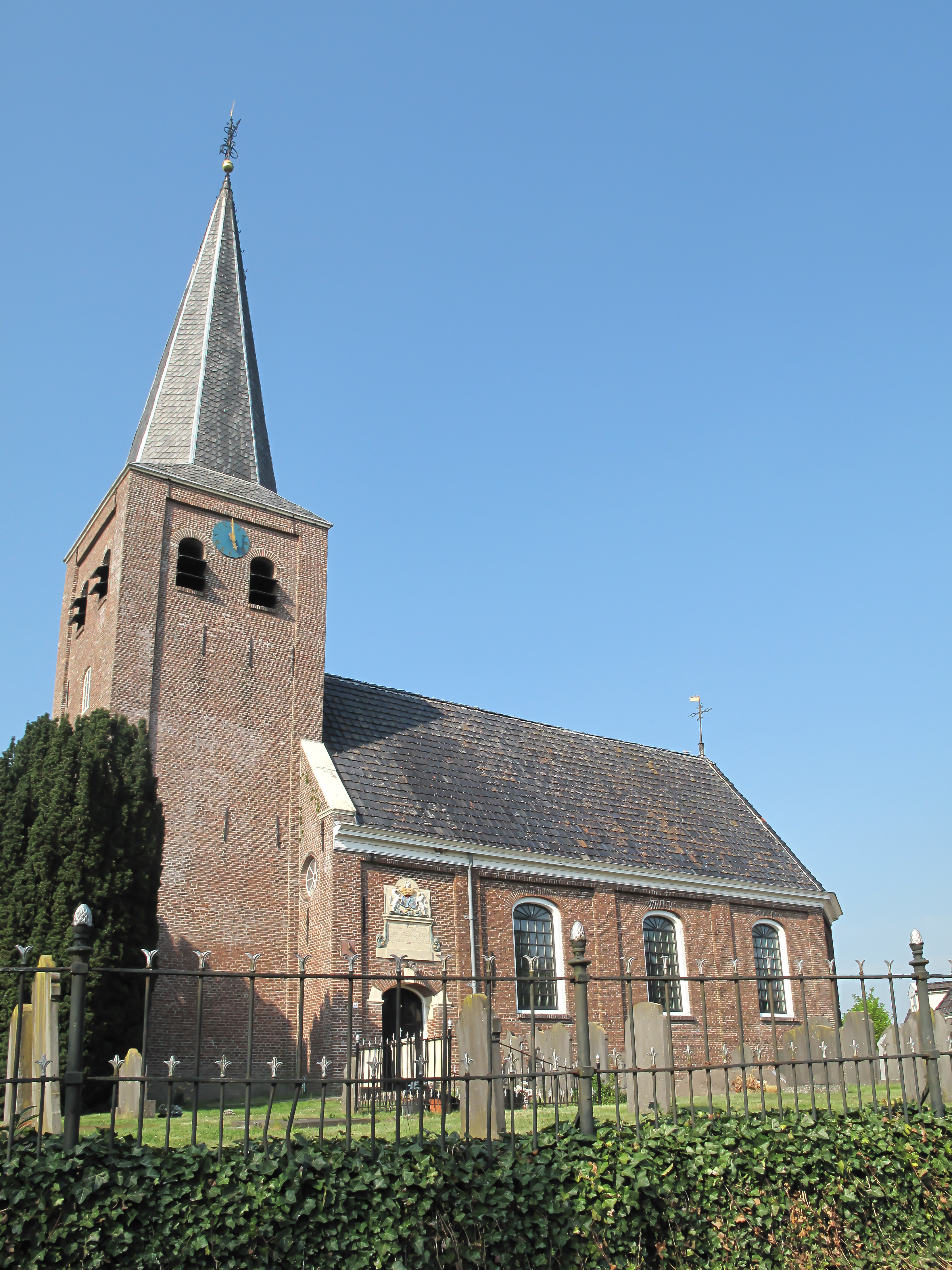
Церква у Вартені
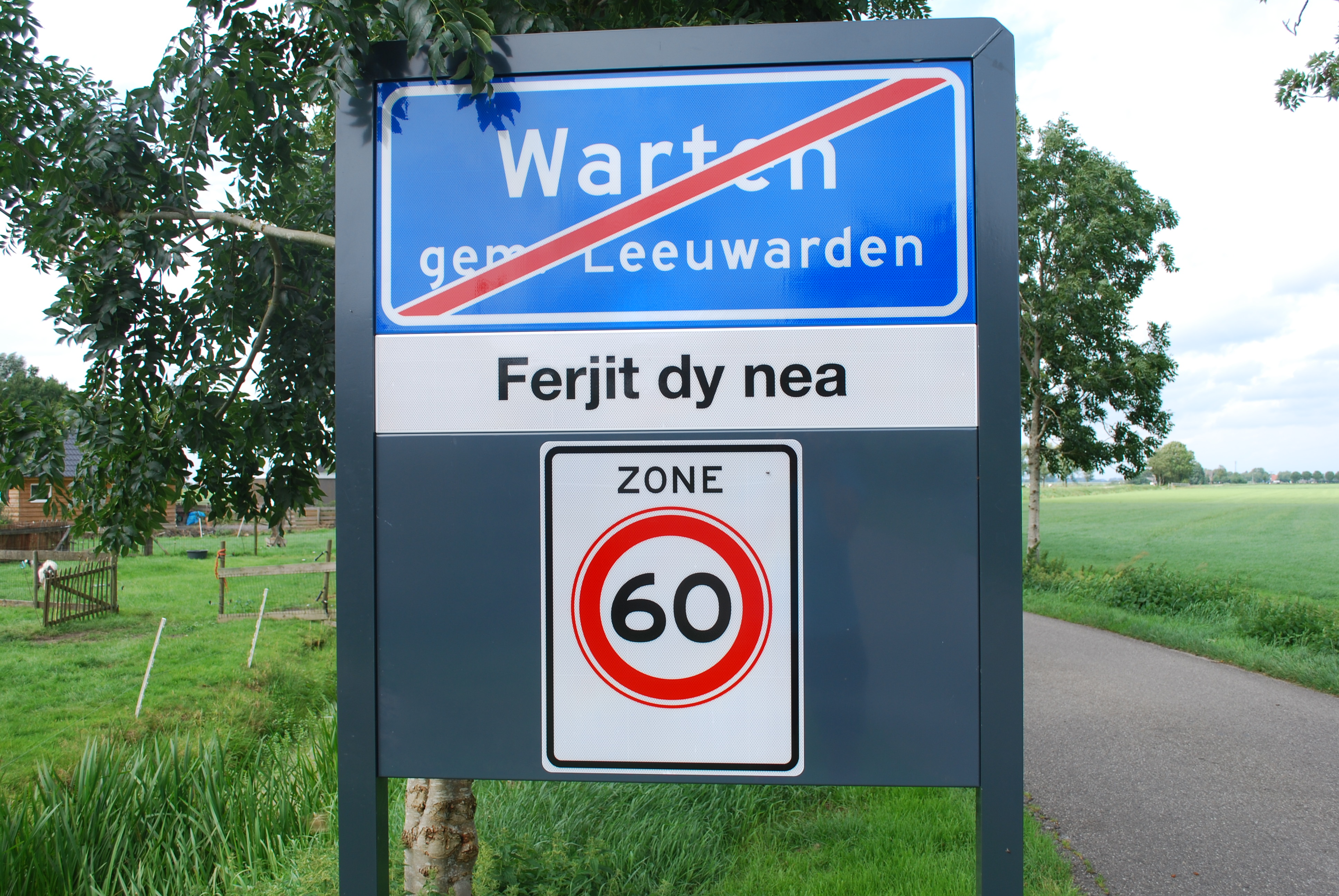
Виїзд із села
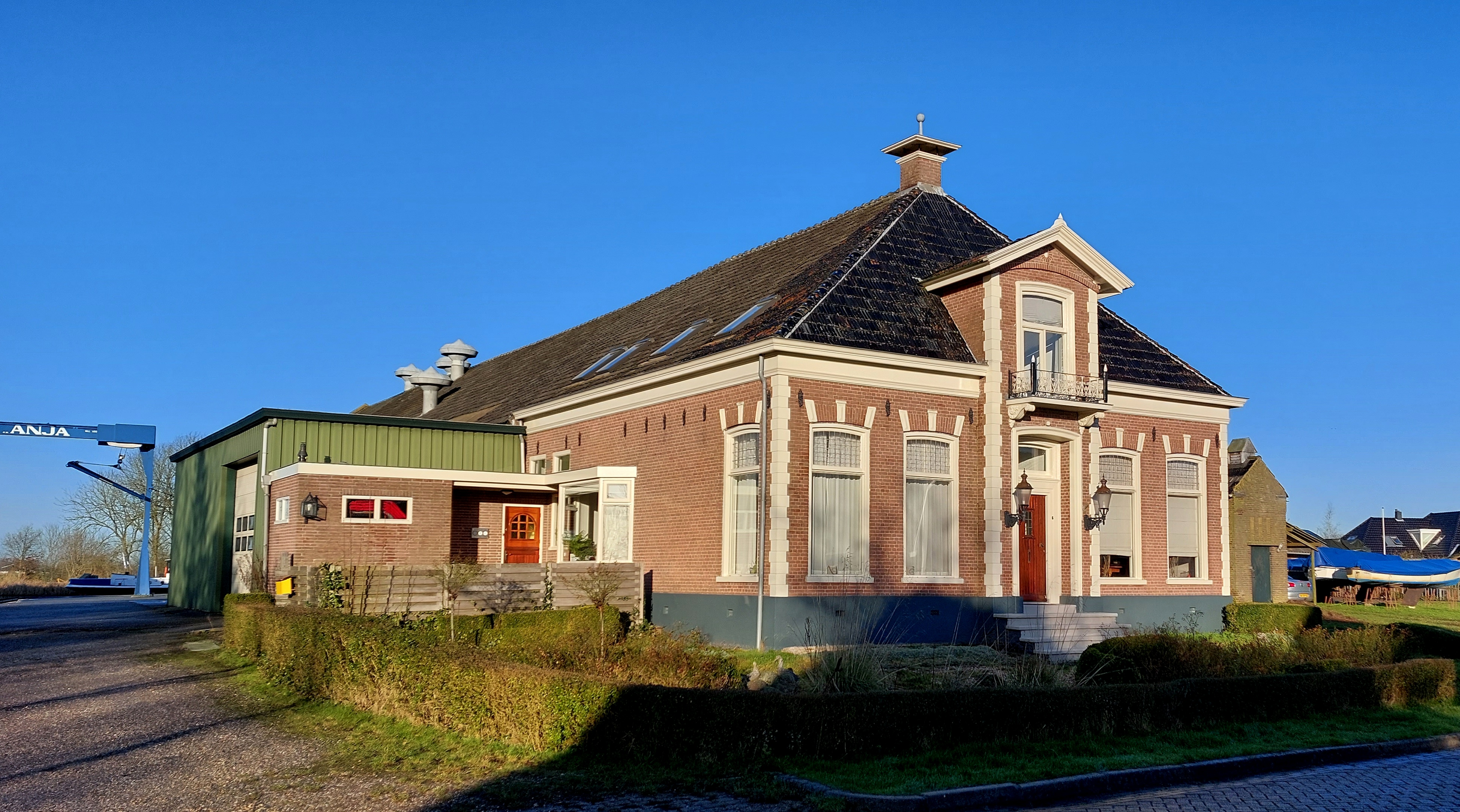
Ферма у селі
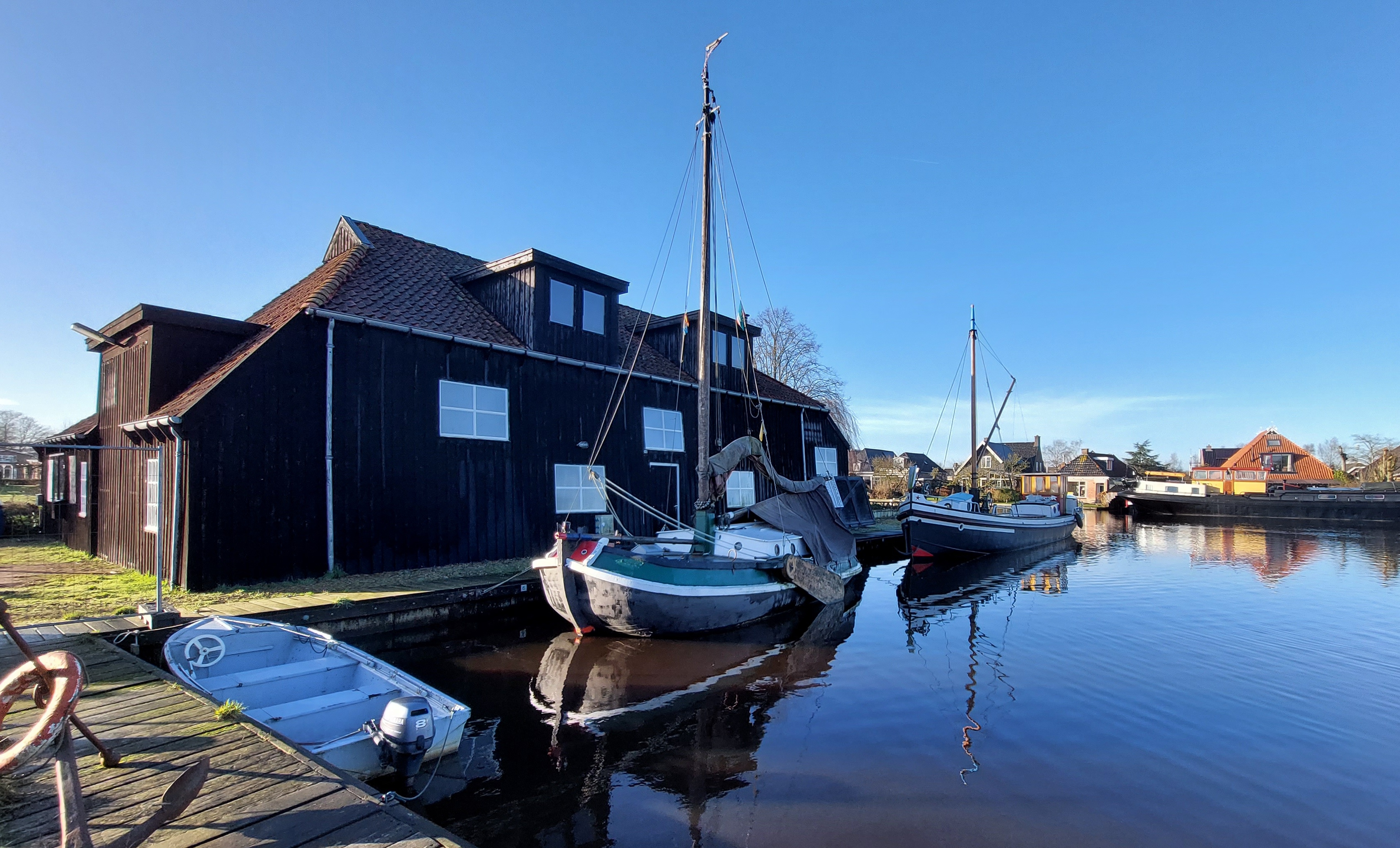
Гавань у Вартені